# Achim Beierlorzer
Achim Beierlorzer (Erlangen, 1967. november 20. –) korábbi német labdarúgó, edző.

## Pályafutása

### Játékosként
Achim pályafutása során megfordult a Nürnberg II és a Greuther Fürth csapatában, illetve néhány kisebb együttesben.

### Edzőként
Vezetőedzőként volt klubja a SC 04 Schwabachd csapatánál mutatkozott be 2002-ben, majd egy év után távozott a klub éléről. Ezt követően a SV Kleinsendelbach csapatának volt a játékosa és edzője 2004 és 2010 között. Négy évig volt a Greuther Fürth U17-es csapatának a menedzsere. Ezek után egy évig a RB Leipzig U17-es csapatát irányította. 2015. február 11-én menesztették az RB Leipzig éléről Alexander Zornigeret és Achimot nevezték ki a szezon végéig a klub menedzserének. május 29-én Ralf Rangnick váltotta és Achim visszatért az utánpótlás együttesekhez, valamint segédedzőként maradt az első csapatnál is. 2017. január 26-án az Jahn Regensburg vezetőedzője lett, a harmadosztályban a 3. helyen végeztek és az osztályzón a TSV 1860 München ellen kiharcolták a Bundesliga 2-be való feljutást. 2019. május 13-án két éves szerződést kötött az élvonalba feljutó Köln csapatával. November 9-én a csapat gyenge teljesítménye miatt kirúgták. November 18-án a Mainz vezetőedzője lett. 2020. szeptember 26-án csapatával 4–1-re kikaptak a VfB Stuttgart csapata ellen, majd ezek után menesztették. 2021. július 1-jétől ismét visszatért az RB Leipzig csapatához, mint Jesse Marsch pályaedzője. Novemberben több csapattagot érintette a SARS-CoV-2 és a velejáró karantén, ezért a belga Club Brugge KV ellen 5–0-ra megnyert UEFA-bajnokok ligája találkozón ő ült a kispadon. 
December 5-én közös megegyezéssel távozott a klubtól Jesse Marsch és a klub őt nevezte ki ideiglenesen az edzőnek. Két nappal később az angol Manchester City ellen 2–1-re megnyert mérkőzésen mutatkozott be, majd két nappal később távozott a klubtól, miután Domenico Tedescót szerződtette a klub.

## Edzői statisztikája
Legutóbb frissítve: 2021. december 7-én lett.
| Csapat          | –tól               | –ig                  | Statisztika | Statisztika | Statisztika | Statisztika | Statisztika | Statisztika | Statisztika | Statisztika |
| Csapat          | –tól               | –ig                  | M           | GY          | D           | V           | RG          | KG          | GK          | GY %        |
| --------------- | ------------------ | -------------------- | ----------- | ----------- | ----------- | ----------- | ----------- | ----------- | ----------- | ----------- |
| RB Leipzig      | 2011. február 11.  | 2011. május 29.      | 15          | 6           | 3           | 6           | 17          | 19          | –2          | 40          |
| Jahn Regensburg | 2017. július 1.    | 2019. június 30.     | 71          | 27          | 19          | 25          | 114         | 115         | –1          | 38.03       |
| 1. FC Köln      | 2019. július 1.    | 2019. november 9.    | 13          | 2           | 2           | 9           | 15          | 29          | –14         | 15.38       |
| Mainz 05        | 2019. november 18. | 2020. szeptember 28. | 27          | 9           | 4           | 14          | 39          | 47          | –8          | 33.33       |
| RB Leipzig      | 2021. december 5.  | 2021. december 9.    | 1           | 1           | 0           | 0           | 2           | 1           | +1          | 100         |
| Összesítve      | Összesítve         | Összesítve           | 127         | 45          | 28          | 54          | 187         | 211         | –24         | 35.43       |

## Külső hivatkozások
- Edzői statisztikája a transfermarkt.com-on